# Wittelsbach-Graff

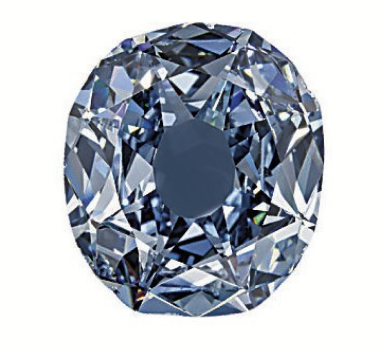
Il diamante Wittelsbach-Graff.

Il Wittelsbach-Graff è un diamante di 31,06 carati (6,21 grammi) di colore blu intenso con riflessi grigi (tra i più pregiati, presente in meno dello 0,2% dei diamanti commercializzati), con altissima chiarezza interna e privo di imperfezioni. Le sue dimensioni sono all'incirca quelle di una noce. 
Nel 2008 il gioielliere inglese Laurence Graff acquistò il diamante Wittelsbach al prezzo di 16,4 milioni di sterline (pari a circa 21 milioni di euro). Due anni dopo Graff annunciò di averlo fatto tagliare da tre esperti gemmologi per eliminare alcune imperfezioni, riducendone il peso originale di circa 4 carati (0,8 grammi) e portandolo a 31,06 carati. Da allora il diamante ha assunto il nome di Wittelsbach-Graff. 

## Storia
Il diamante proviene dalle celebri miniere diamantifere dell'antico regno indiano di Golconda
. La diceria che il re di Spagna Filippo IV lo acquistò nel 1664 per darlo in dote a sua figlia Maria Teresa si è dimostrata essere un falso. 
La prima data in cui è certo che il diamante si trovava in Europa è intorno al 1710, quando era a Vienna in possesso della Corona Asburgica. Fu portato a Monaco di Baviera nel 1722, quando Maria Amalia sposò Carlo Alberto di Baviera, membro della casata Wittelsbach. Da allora la gemma prese il nome di diamante Wittelsbach. 

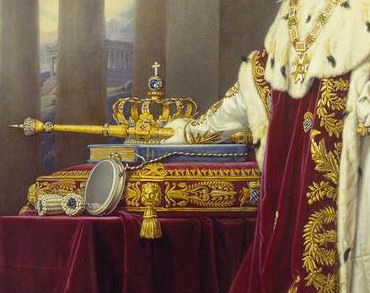
La Corona di Baviera con il diamante Wittelsbach (visibile sotto la croce).

Nel 1806, quando Massimiliano I diventò il primo re della Baviera, commissionò una corona nella quale venne incastonato il gioiello. La corona fu esposta per la l'ultima volta in pubblico in occasione dei funerali di Ludovico III di Baviera nel 1921. 
La famiglia Wittelsbach tentò di venderlo nel 1931, durante la Grande depressione, ma non trovò alcun acquirente. Nel 1958 il diamante fu esposto all'Esposizione Universale di Bruxelles. Nel 1960 fu acquistato dal gioielliere belga di origine russa Romi Goldmuntz e in seguito dal tedesco Helmut Horten, proprietario di una catena di supermercati, che lo regalò a sua moglie Heidi in occasione del loro matrimonio.
In dicembre 2008 il celebre diamante fu venduto al gioielliere londinese Laurence Graff per la cifra, per allora record, di 16,4 milioni di sterline. Il record fu battuto in novembre 2010, quando lo stesso Graff acquistò il Graff Pink, un diamante rosa di 24,78 carati, per la cifra di 29 milioni di sterline (pari a circa 38 milioni di Euro).